# Portada/article febrer 3

## Declinació del llatí
La declinació del llatí és el conjunt de formes en què es declinen els substantius, adjectius, pronoms i altres categories de paraules en la llengua llatina. En llatí, la declinació d'una paraula serveix per indicar-ne la funció i el nombre gramatical. Hi ha cinc declinacions, que estan numerades i agrupades segons la terminació dels mots i el seu gènere gramatical. Els diferents casos s'expressen mitjançant un sufix (o morfema gramatical) afegit a l'arrel de la paraula. La flexió de les paraules dins una mateixa declinació varia segons el seu gènere gramatical: masculí, femení o neutre.